# Ніколя Заїр
Ніколя Заїр (фр. Nicolas Zaïre, нар. 7 грудня 1986, Ле-Марен) — мартиніканський і французький футболіст, захисник клубу «Клуб Францискен» та національної збірної Мартиніки.

## Клубна кар'єра
У дорослому футболі дебютував 2005 року виступами за команду клубу «Рів'єр-Пійот», в якій провів дев'ять сезонів. 
До складу клубу «Клуб Францискен» приєднався 2014 року. 

## Виступи за збірну
2010 року дебютував в офіційних матчах у складі національної збірної Мартиніки. Наразі провів у формі головної команди країни 39 матчів, забивши 1 гол.
У складі збірної був учасником розіграшу Золотого кубка КОНКАКАФ 2013 року і розіграшу Золотого кубка КОНКАКАФ 2017 року.